# Rhizomucor miehei
Espèce
Rhizomucor miehei est une espèce de champignons de la famille des Mucoraceae, dont on tire des enzymes qui sont utilisées pour la production d'une présure utilisée pour coaguler le lait et produire des fromages. 
Dans des conditions expérimentales, cette espèce pousse particulièrement bien à des températures variant entre 24 et 55 °C, et sa croissance devient négligeable en dessous de 21 °C ou au-dessus de 57 °C.

## Taxonomie et systématique
Cette espèce a été décrite scientifiquement pour la première fois en 1964 par Ralph Emerson et Donald G. Cooney, sous le nom Mucor miehei, dans leur ouvrage Thermophilic Fungi.
Les Mucoraceae appartiennent à la sous-division des Mucoromycotina, taxon comprenant la majorité des espèces anciennement classées parmi les Zygomycota.